# Vindeln
Vindeln (umesamiska Vyöddale, sydsamiska Vudtele) är en tätort i Västerbotten och centralort i Vindelns kommun, Västerbottens län.

## Historia

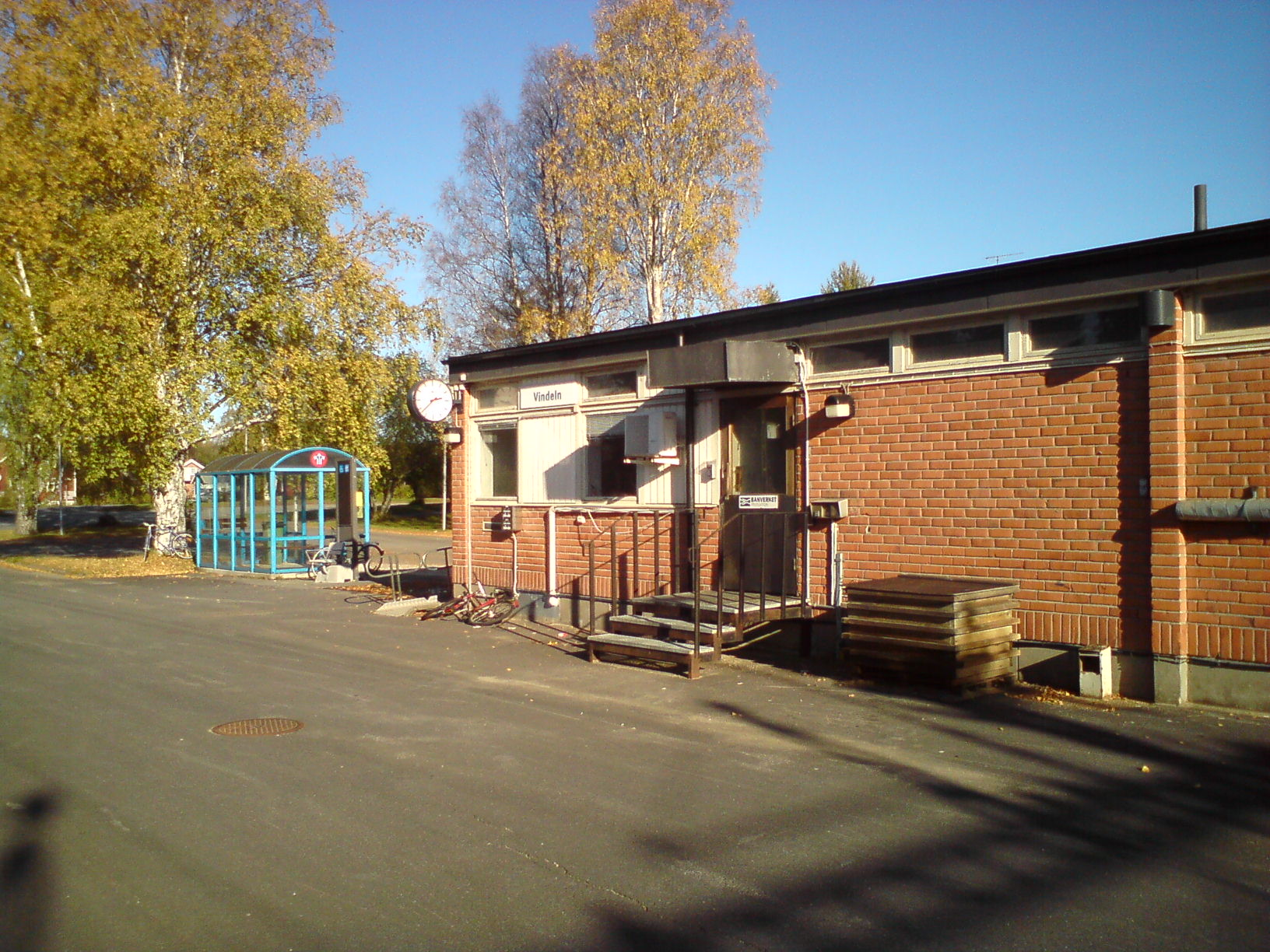
Vindelns järnvägsstation

Vindeln var och är kyrkby i Degerfors socken och ingick efter kommunreformen 1862 i Degerfors landskommun. I denna inrättades för orten 12 december 1924 Vindelns municipalsamhälle som upplöstes 31 december 1958. Här fanns under 1943 ett av andra världskrigets svenska interneringsläger, ibland benämnda arbetsläger. Syftet var bland annat att bygga ut Vindelns flygplats, då benämnd "Fält 18 Hällnäs/Lund".

### Befolkningsutveckling
| Befolkningsutvecklingen i Vindeln 1960–2020 | Befolkningsutvecklingen i Vindeln 1960–2020 | Befolkningsutvecklingen i Vindeln 1960–2020 | Befolkningsutvecklingen i Vindeln 1960–2020 | Befolkningsutvecklingen i Vindeln 1960–2020 |
| ------------------------------------------- | ------------------------------------------- | ------------------------------------------- | ------------------------------------------- | ------------------------------------------- |
|                                             |                                             |                                             |                                             |                                             |
| År                                          |                                             |                                             | Folkmängd                                   | Areal (ha)                                  |
| 1960                                        | 1960                                        |                                             | 1 726                                       |                                             |
| 1965                                        | 1965                                        |                                             | 1 749                                       |                                             |
| 1970                                        | 1970                                        |                                             | 1 875                                       |                                             |
| 1975                                        | 1975                                        |                                             | 2 183                                       |                                             |
| 1980                                        | 1980                                        |                                             | 2 414                                       |                                             |
| 1990                                        | 1990                                        |                                             | 2 578                                       | 276                                         |
| 1995                                        | 1995                                        |                                             | 2 513                                       | 278                                         |
| 2000                                        | 2000                                        |                                             | 2 453                                       | 284                                         |
| 2005                                        | 2005                                        |                                             | 2 356                                       | 288                                         |
| 2010                                        | 2010                                        |                                             | 2 333                                       | 296                                         |
| 2015                                        | 2015                                        |                                             | 2 403                                       | 272                                         |
| 2020                                        | 2020                                        |                                             | 2 502                                       | 280                                         |
|                                             |                                             |                                             |                                             |                                             |

## Samhället
Området kring kyrkplatsen är av riksintresse för kulturmiljövården. Förutom Vindelns kyrka och prästgård finns där bland annat ett tingshus från 1800-talet samt Åströmska gården, ett av länets största timmerhus, uppfört 1858–1862 av handelsmannen Anders Åström d.ä.

## Näringsliv
Tre stora företag i Vindeln är verkstadsindustriföretagen Indexator Rotator Systems, Rototilt Group och Cranab.
Bankaktiebolaget Stockholm-Öfre Norrland öppnade ett kontor i Vindeln den 1 september 1906. Senare uppgick Stockholm-Öfre Norrland uppgick och ett kontor för Sundsvalls enskilda bank tillkom. Vindeln hade även ett sparbankskontor.
Sundsvallsbanken behöll kontoret i Vindeln under hela dess existens, men det lades senare ner av dess efterföljare. Den 21 juni 2021 stänger även Handelsbanken. Därefter fanns Swedbank kvar på orten.

## Utbildning
I Vindeln ligger en folkhögskola, Vindelns folkhögskola. De grundskolor som finns är Renforsskolan och Älvbrinken. Det finns också en trafikskola i Vindeln med utbildningscentrum i Umeå kommun.

## Vindeln i litteraturen
Vindeln är förebilden för den fiktiva orten Vindsele i böckerna Tvillingdeckarna av den kollektiva pseudonymen Sivar Ahlrud. Ena halvan av Sivar, Sid Roland Rommerud, hade Vindeln som hemort.